# Чемпионат мира по бобслею 1949
10-й чемпионат мира по бобслею и скелетону прошёл 1 февраля 1949 года в городе Лейк-Плэсиде на Олимпийской санно-бобслейной трассе. Это первый чемпионат мира, который прошёл за пределами Европы.

## Соревнование двоек
| Золото                        | Серебро                       | Бронза                           |
| Феликс Эндрих, Фридрих Воллер | Фриц Файерабенд, Генрих Ангст | Фредерик Фортун, Джон Макдональд |

## Соревнование четвёрок
| Золото                                                     | Серебро                                               | Бронза                                                       |
| Стенли Бенхам, Патрик Мартин, Уильям Кейси, Уильям Д’Амико | Джеймс Бикфорд, Генри Стерн, Пэт Бакли, Дональд Дюпри | Вернер Спринг, Фриц Файерабенд, Фридрих Воллер, Генрих Ангст |

## Медальный зачёт
| Место | Страна    | Золото | Серебро | Бронза | Всего |
| ----- | --------- | ------ | ------- | ------ | ----- |
| 1     | Швейцария | 1      | 1       | 1      | 3     |
| 2     | США       | 1      | 1       | 1      | 3     |

## Трагедия
10 февраля 1949 года во время соревнований вылетел боб сборной Бельгии, в котором были Макс Убен и Жак Муве. Убен разбился насмерть, а Муве выжил, но получил серьёзнейшие травмы черепа и позвоночника. Бельгийская сборная снялась с чемпионата мира после случившейся трагедии. В память о случившемся власти Лэйк-Плэсида добились того, чтобы присуждаемый чемпионам мира по бобслею среди экипажей-двоек кубок получил имя Макса Убена.